# كارميلو بيدالين
كارميلو بيدالين (بالإنجليزية: Carmelo Vidalín)‏ (17 نوفمبر 1955 في دورازنو ‏ - ) سياسي من الأوروغواي.

## الجوائز
- جائزة جوقة الكتاب ‏[2]